# Lachelle
Lachelle ist eine französische Gemeinde mit 807 Einwohnern (Stand: 1. Januar 2022) im Département Oise in der Region Hauts-de-France. Sie gehört zum Arrondissement Compiègne und ist Teil des Kantons Compiègne-2 (bis 2015: Kanton Estrées-Saint-Denis). Die Einwohner werden Lachellois genannt.

## Geografie
Lachelle liegt etwa acht Kilometer westnordwestlich von Compiègne. Umgeben wird Lachelle von den Nachbargemeinden Baugy im Norden und Nordosten, Margny-lès-Compiègne im Osten, Venette im Südosten, Jaux und Jonquières im Süden sowie Remy im Westen. 
Durch die Gemeinde führt die Autoroute A1.

## Bevölkerungsentwicklung
| Jahr      | 1793 | 1836 | 1881 | 1921 | 1962 | 1968 | 1975 | 1982 | 1990 | 1999 | 2006 | 2012 |
| --------- | ---- | ---- | ---- | ---- | ---- | ---- | ---- | ---- | ---- | ---- | ---- | ---- |
| Einwohner | 222  | 252  | 300  | 283  | 295  | 267  | 317  | 354  | 522  | 561  | 597  | 574  |

## Sehenswürdigkeiten
- Kirche Notre-Dame aus dem 16. Jahrhundert, Monument historique (siehe auch: Liste der Monuments historiques in Lachelle)

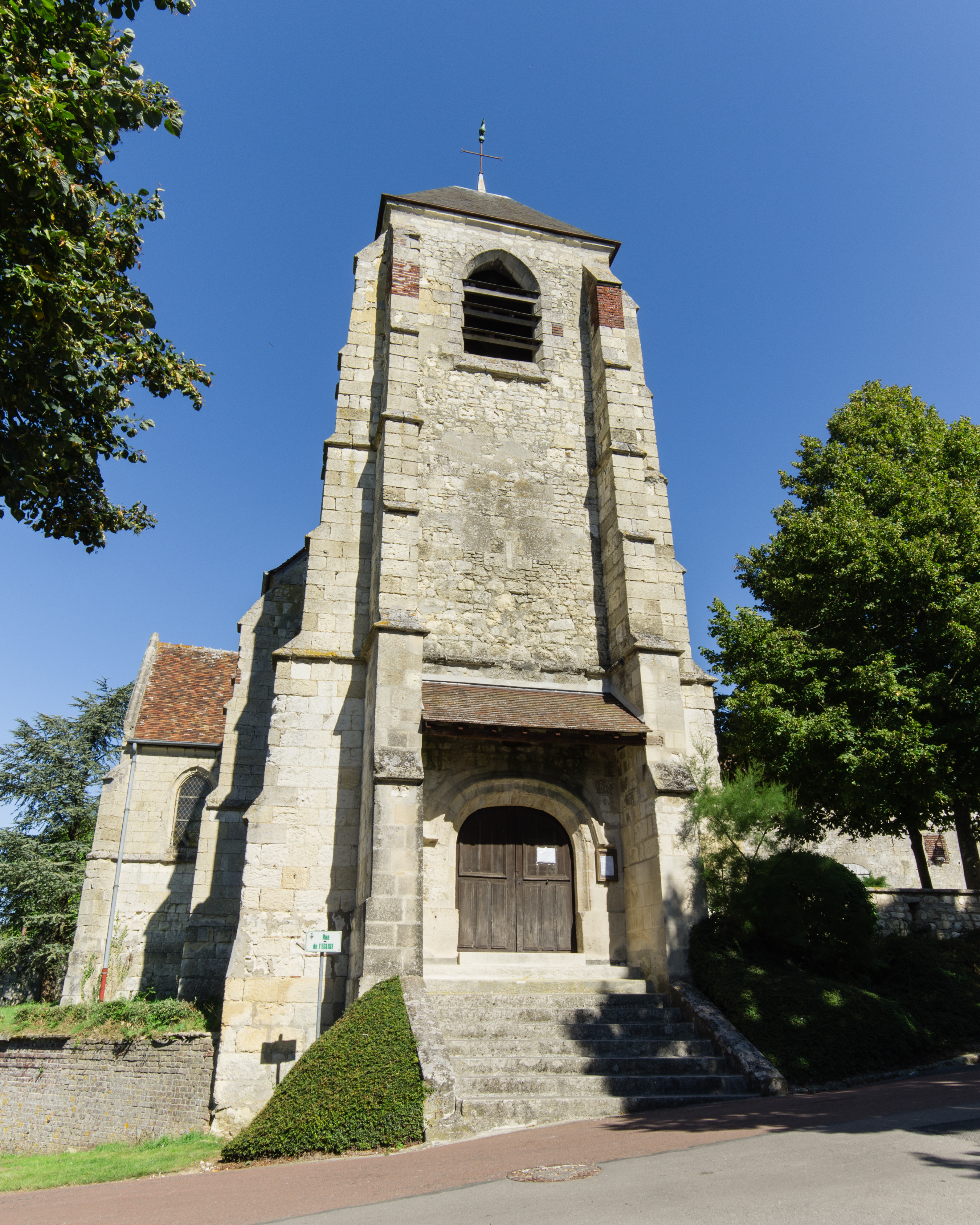
Kirche Notre-Dame